# فیایس (سانتا ماریا دا فیرا)
شهر فیایس (به پرتغالی: Fiães) در سانتا ماریا دا فیرا مونیسیپالیتی در کشور پرتغال واقع شده‌است. جمعیت این شهر ۱۳٬۱۰۰ نفر  است. در تاریخ ۱۲ ژوئیه ۲۰۰۱ به عنوان شهر شناخته شد.